# Rainer Schöwerling
Rainer Schöwerling (* 25. April 1937 in Hannover; † 21. Januar 2014) war ein deutscher Sprachwissenschaftler und Professor für Englische Literaturwissenschaft an der Universität Paderborn.

## Biografie
Er studierte Anglistik und Germanistik an den Universitäten Göttingen und Marburg. Nach der Promotion zum Dr. phil. 1967 (Titel der Dissertationsschrift: Die Anekdote im England des 18. Jahrhunderts) wirkte an der Universität Regensburg bei Karl Heinz Göller. Nach der Habilitation 1975 wurde er 1978 zum Professor für Englische Literaturwissenschaft an der Universität Paderborn ernannt. Schöwerling zählt damit der Gründergeneration des Instituts für Anglistik und Amerikanistik an der Universität Paderborn.
Schöwerling hat sich in seiner Forschung u. a. mit der Fürstlichen Bibliothek zu Corvey, beheimatet im Schloss Corvey bei Höxter an der Weser, beschäftigt.

## Schriften (Auswahl)
- Die Anekdote im England des 18. Jahrhunderts. Dissertation, Universität Göttingen, 1967.
- mit Rolf Breuer: Das Studium der Anglistik. Technik und Inhalte. C.H.Beck, 2. Ed., München 1980. ISBN 978-3406073533
- mit Werner Arens: Mittelenglische Lyrik. Reclam, 1995. ISBN 978-3150099858
- mit Hartmut Steinecke, Günter Tiggesbäumker: Literatur und Erfahrungswandel 1789-1830: Beiträge des 2. Internationalen Corvey-Symposions 8.-12. Juni 1993 in Paderborn. Brill Fink, 1996. ISBN 978-3770530823
- mit Hartmut Steinecke, Norbert Otto Eke, Günter Tiggesbäumker: Die Fürstliche Bibliothek Corvey: Ihre Bedeutung für eine neue Sicht der Literatur des frühen 19. Jahrhunderts. Beiträge des 1. Internationalen ... Oktober 1990 in Paderborn. Brill Fink, 1992. ISBN 978-3770527847
- Chapbooks. Zur Literaturgeschichte des einfachen Lesers. Englische Konsumliteratur 1680-1840. Peter Lang, Frankfurt, 1980. ISBN 978-3-8204-6438-2